# Lendići
Lendići är ett samhälle i Bosnien och Hercegovina.   Det ligger i entiteten Federationen Bosnien och Hercegovina, i den centrala delen av landet, 100 km norr om huvudstaden Sarajevo. Lendići ligger 226 meter över havet och antalet invånare är 265.
Terrängen runt Lendići är lite kuperad. Runt Lendići är det ganska tätbefolkat, med 93 invånare per kvadratkilometer.. Närmaste större samhälle är Gračanica, 2,1 km sydost om Lendići. 
Trakten runt Lendići består till största delen av jordbruksmark.